# Campionati del mondo di ciclismo su pista 2012 - Corsa a punti maschile
La corsa a punti maschile ai Campionati del mondo di ciclismo su pista 2012 si svolse il 7 aprile 2012 su un percorso di 160 giri, per un totale di 40 km/h con sprint intermedi ogni 10 giri. La vittoria andò all'australiano Cameron Meyer, che concluse il percorso con il tempo di 47'15"792 alla media di 50,779 km/h.
Partenza con 20 ciclisti di federazioni diverse dei quali 17 completarono la gara.

## Podio
| Pos.    | Atleta          | Nazionalità   |
| ------- | --------------- | ------------- |
| Oro     | Cameron Meyer   | Australia     |
| Argento | Ben Swift       | Gran Bretagna |
| Bronzo  | Kenny De Ketele | Belgio        |

## Risultati
| Posizione | Atleti            | Nazione             | Punti sprint | Punti giro | punti totali |
| --------- | ----------------- | ------------------- | ------------ | ---------- | ------------ |
| 1         | Cameron Meyer     | Australia           | 13           | 20         | 33           |
| 2         | Ben Swift         | Gran Bretagna       | 32           | 0          | 32           |
| 3         | Kenny De Ketele   | Belgio              | 30           | 0          | 30           |
| 4         | Aaron Gate        | Nuova Zelanda       | 8            | 20         | 28           |
| 5         | Unai Elorriaga    | Spagna              | 24           | 0          | 24           |
| 6         | Angelo Ciccone    | Italia              | 19           | 0          | 19           |
| 7         | Rafał Ratajczyk   | Polonia             | 10           | 0          | 10           |
| 8         | Milan Kadlec      | Rep. Ceca           | 6            | 0          | 6            |
| 9         | Silvan Dillier    | Svizzera            | 6            | 0          | 6            |
| 10        | Vladimir Tuychiev | Uzbekistan          | 4            | 0          | 4            |
| 11        | Kwok Ho Ting      | Hong Kong           | 3            | 0          | 3            |
| 12        | Andreas Graf      | Austria             | 2            | 0          | 2            |
| 13        | Luis Sepúlveda    | Cile                | 1            | 0          | 1            |
| 14        | Peter Schep       | Paesi Bassi         | 1            | 0          | 1            |
| 15        | Jakob Steigmiller | Germania            | 1            | 0          | 1            |
| 16        | Vivien Brisse     | Francia             | 11           | −20        | −9           |
| 17        | Yousif Alhammadi  | Emirati Arabi Uniti | 0            | −20        | −20          |
| —         | Choi Seung-Woo    | Corea del Sud       | 3            | −20        | DNF          |
| —         | Hariff Salleh     | Malaysia            | 2            | -20        | DNF          |
| —         | Ivan Savickij     | Russia              | 0            | −20        | DNF          |

DNF = Prova non completata